# Amtsrichterverband
Der Amtsrichterverband e. V. (ARV) (Verband zur Förderung der Rechtspflege und Unabhängigkeit von Richtern am Amtsgericht e. V.) ist ein Berufsverband mit Sitz in Karlsruhe, dem ausschließlich Richter an deutschen Amtsgerichten angehören können.
Er wurde am 11. Dezember 2003 in Karlsruhe gegründet. Die Gründung des Amtsrichterverbands war nach der Auffassung der Gründer erforderlich geworden, weil die Interessen der Amtsrichter weder von den bestehenden Richterverbänden (Deutscher Richterbund und Neue Richtervereinigung) noch von den Justizverwaltungen hinreichend vertreten würden.
Er war einer von 68 Verbänden, die vorab am Gesetzentwurf zur Vorratsdatenspeicherung beteiligt waren, und hat seit seiner Gründung zu diversen Gesetzesentwürfen Stellungnahmen abgegeben.